# Luke Jackson
Luke Ryan Jackson (6 de noviembre de 1981 en Eugene, Oregón) es un exjugador y entrenador de baloncesto estadounidense que disputó cuatro temporadas en la NBA. Mide 2,01 metros y jugaba de alero. 

## Trayectoria deportiva

### High School y Universidad
En su época de instituto, Jackson compaginó el baloncesto con el béisbol, decidiéndose al final por el primero. Llegó a ser elegido mejor jugador del estado de Oregón, tras promediar 24,2 puntos, 8,2 asistencias y 5 robos de balón el año en el que su equipo se proclamó campeón estatal.
Continuó su exitosa trayectoria durante los 4 años que perteneció a la Universidad de Oregón. Destacó en múltiples facetas, y es el único jugador universitario en aparecer en 9 diferentes apartados estadísticos entre los 10 mejores de un equipo. Es uno de los dos únicos jugadores que han conseguido a lo largo de la historia de la conferencia Pac-10 más de 1900 puntos, 700 rebotes y 500 asistencias. En su último año universitario acabó con 21,2 puntos, 7,2 rebotes y 4,5 asistencias, siendo finalista a los premios John R. Wooden Award y Naismith College Player of the Year.

### Profesional
Fue elegido en la décima posición del Draft de la NBA de 2004 por Cleveland Cavaliers, pero solo pudo disputar 46 partidos en sus dos primeros años, debido a la tendinitis en la rótula de la rodilla derecha, y a una hernia de disco. En verano de 2006 fue traspasado a Boston Celtics a cambio del pívot Dwayne Jones, pero fue descartado antes de comenzar la competición.
Recuperado de sus lesiones, fichó por los Idaho Stampede de la NBA Development League, y en 6 partidos promedió 12,5 puntos, 2,3 rebotes and 3,2 asistencias, lo que llamó la atención de los técnicos de Los Angeles Clippers, que le firmaron un contrato de 10 días, y tan solo jugó 3 partidos con ellos.
En marzo de 2007 firmó un nuevo contrato de 10 días, esta vez con Toronto Raptors para dar profundidad a su banquillo, el cual renovó hasta final de temporada y la siguiente. El 18 de abril de ese mismo año firmó su mejor actuación como profesional, al anotar 30 puntos y dar 5 asistencias ante Philadelphia 76ers. El 12 de diciembre de 2007 fichó por Miami Heat, ocupando el puesto dejado por el cortado Penny Hardaway.
En agosto de 2008 firma con los Portland Trail Blazers, siendo cortado antes del inicio de la temporada. Por lo que en diciembre firma de nuevo con los Idaho Stampede de la liga de desarrollo. El 3 de febrero de 2009, disputó el All-Star Game de la NBA Development League.
Jackson se unió a los Dallas Mavericks para disputar la NBA Summer League de 2009 antes de marcharse a Italia para firmar por un año con Carife Ferrara.
Se unió a los Memphis Grizzlies para la pretemporada en septiembre de 2010, pero fue cortado el 10 de octubre antes del inicio de la temporada. Regresando a los Idaho Stampede.
En 2011, firmó con Hapoel Jerusalem B.C. de la Israeli Basketball Super League.